# Ivo Alfredo
Ivo Alfredo, né le 29 mai 1968, à Matala, en Angola, est un ancien joueur angolais de basket-ball. Il évolue durant sa carrière au poste de pivot.

## Palmarès
- Champion d'Afrique 1989, 1992